# 帕特里夏·吉拉尔
帕特里夏·吉拉尔（法語：Patricia Girard，1968年4月8日—），法国女子田径运动员。她曾代表法国参加1988年、1992年、1996年和2000年夏季奥林匹克运动会田径比赛，获得一枚铜牌。